# Río de Vilaselán
El río Vilaselán es un corto río costero de la provincia de Lugo, Galicia, España.

## Topografía
El río de Vilaselán, también llamado arroyo de Vilaselán, nace en las Fontes do Lobo, en la parroquia de Ove, en Ribadeo, pasando luego a Vilaselán, donde desemboca. Es un río corto, de pendiente grande en su tramo alto y media en el resto, hasta su desembocadura, donde forma un estuario. Todo ello en el municipio de Ribadeo, provincia de Lugo.

## Biología
Rodeado de eucaliptos (eucaliptus) en su parte alta y desembocadura, en el resto del recorrido predominan los prados.

## Geología
Hace un corte poco profundo en la costa, que representa la mayor parte de su recorrido.

## Medio ambiente
Está muy afectado porque en sus fuentes se capta el agua para abastecer a la villa de Ribadeo, dejando solo un pequeño arroyuelo en el mejor de los casos, con lo que su caudal es mínimo en la actualidad, exceptuando épocas de lluvias copiosas. Antes de recorrer 1 km pasa al lado del antiguo vertedero de Ribadeo, hoy cerrado. Así mismo, a partir del primer km de recorrido, recibe aguas sin tratar en su cauce. Finalmente, ya casi en su desembocadura, sirve de cauce para las emisiones de aguas residuales de Ribadeo, hasta que este desemboca a mar abierto.

## Aprovechamiento
No es aprovechado exceptuando aplicaciones naturales propias.

## Construcciones
En su primer tramo solo está atravesado por un par de caminos sin puentes, está mínimamente canalizado a la orilla del vertedero. Atraviesa la carretera local Ribadeo-A Devesa entubado, y próximamente la circunvalación ribadense, encontramos luego en sus orillas casas, la N-634 y otras carreteras menores y caminos, todos ya con puentes, en tramos se ve canalizado e incluso entubado bajo las construcciones, tras pasar la carretera N-634.
- Datos: Q9072243